# Dipodillus jamesi
Il dipodillo di James (Dipodillus jamesi  Harrison, 1967) è un roditore della famiglia dei Muridi diffuso in Tunisia.

## Descrizione
Roditore di piccole dimensioni, con la lunghezza della testa e del corpo di 79 mm, la lunghezza della coda di 105 mm, la lunghezza del piede di 23,6 mm e la lunghezza delle orecchie di 14,8 mm.

La pelliccia è molto fine, soffice e moderatamente lunga. Le parti superiori sono color sabbia-rossastro. I fianchi e le guance sono più chiare. Le parti inferiori sono bianche. La linea di demarcazione lungo i fianchi è netta. Una macchia bianca è presente dietro ogni orecchio. Il dorso dei piedi è bianco. La coda è più lunga della testa e del corpo, è bruno-grigiastra sopra, più chiara sotto e con un ciuffo di peli grigi all'estremità.

## Biologia

### Comportamento
È una specie terricola.

## Distribuzione e habitat
Questa specie è conosciuta soltanto da un esemplare femmina catturato nel 1966 tra le località di Bou Ficha e Enfidaville lungo le coste orientali della Tunisia.

## Conservazione
La IUCN Red List, considerato che questa specie è conosciuta soltanto da un esemplare , classifica D.jamesi come specie con dati insufficienti (DD).